# Île Foch
Île Foch je jedan od otoka u otočju Kerguelen. Nalazi se u blizini sjeverne obale Grande-Terre, glavnog otoka.
Od Grande Terre je odvojen uskim morskim rukavcem, Tuckerovim tjesnacem. Na sjeverozapadu graniči s otokom Île Saint-Lanne Gramont, koji je odvojen prolazom Baie de Londres. Na sjeveroistočnoj točki graniči s otokom Mac Murdo i Howe.
S površinom od 206 km2, drugi je najveći otok u arhipelagu. Njegova najviša točka, koja ima nadmorsku visinu od 687 m, nazvana je fra. la Pyramide mexicaine – meksička piramida.

## Zaštićeno područje
Budući da je to najveći otok u arhipelagu bez unesenih vrsta (bez zečeva, mačaka, miševa ili štakora), Île Foch se koristi kao referenca za izvorni ekosustav otoka Kerguelen. Kako bi se spriječilo bilo kakvo slučajno unošenje vrsta, pristup je strogo reguliran i ograničen samo na znanstvene misije.

### Važno područje za ptice
Otok je, zajedno sa susjednim i relativno velikim otocima Île Saint-Lanne Gramont i Île Howe, kao i manjim Île Mac Murdo, Île Briand, Îles Dayman i Îlots Hallet, BirdLife International identificirao kao važan Područje za ptice (IBA) zbog svoje vrijednosti kao mjesta za razmnožavanje, posebno za morske ptice, s najmanje 29 vrsta koje se gnijezde u IBA-u.